# Tenoxikam

Strukturformel för Tenoxikam

Tenoxikam är en kemisk förening med formeln C13H11N3O4S2. Ämnet är en substans med smärtstillande, antiinflammatorisk och febernedsättande verkan (tillhörande gruppen NSAID).
Tenoxikam används som läkemedel för att behandla kronisk ledgångsreumatism (reumatoid artrit), ledförslitning (artros) och Bechterews sjukdom (ryggradsstyvhet) samt kortvarig behandling av milda till måttliga, akuta inflammationer som inte är bundna till lederna. Alganex används även mot smärta i samband med menstruationer eller operationer.
Läkemedlet återfinns på svenska marknaden under namnet Alganex (som tabletter) och är receptbelagt.